# تیم ملی بسکتبال اوکراین
تیم ملی بسکتبال اوکراین،نماینده اوکراین در مسابقات بین‌المللی بسکتبال است این تیم در مسابقات فیبا اروپا شرکت می‌کند؛ و در جام جهانی بسکتبال فیبا ۲۰۱۴ پس از شکست دادن تیم ایتالیا جواز حضور در این مسابقات را بدست آورد.

## تاریخچه

### کسب استقلال
پس از استقلال اوکراین در سال ۱۹۹۱ از اتحاد جماهیر شوروی، بازیکنان اوکراینی در مسابقات بین‌المللی در تیم ملی اتحاد جماهیر شوروی شرکت می‌کردند. اتحاد جماهیر شوروی در آن دوره یکی از قوی‌ترین تیم‌های ملی جهان بود.